# Meland
Meland er en tidligere kommune i Nordhordland i det daværende Hordaland nu Vestland fylke i Norge
Meland kommune var en kyst- og økommune nord for Bergen. Nord for Meland ligger Radøy kommune. Mellem Meland og Radøy går Mangerfjorden og Radfjorden. Mod øst er Lindås kommune. Mod sydvest er Askøy kommune. Mellem Askøy og Meland går Herdlefjorden.
Kommunecenteret Frekhaug ligger på den sydlige ende af øen Holsnøy. Øen Holsnøy udgør hovedparten af kommunen. Derudover er der Flatøy, Ypsøy og flere små øer. Nordhordlandsbroen fra Bergen kommune kommer i land på Flatøy. Europavej 39 går videre nordover gennem Lindås kommune. Meland kommune har navn efter gården Meland på Holsnøy. Her ligger også Meland kirke.

## Kommunereformen 2020
I forbindelse med kommunereformen er det vedtaget at Radøy lægges sammen med Meland og Lindås. I et fælles kommunestyremøde for Meland, Lindås og Radøy 22. juni 2017 blev det vedtaget at den nye storkommune, som bliver en realitet fra 1. januar 2020, skal hedde Alver. Den nye kommunen vil få rundt 28.000 indbyggere og blive den 33. største målt i indbyggertal i Norge.

## Kommune fra 1923
Meland sogn var fra 1885 en del af Alversund prestegjeld og kommune. Meland blev selvstændig kommune i 1923. En del af Holsnøy og lidt av Askøy fik navnet Meland kommune. Ved kommuneændringer i 1964 overtog Meland Flatøy fra den tidligere Hamre kommune. Den tidligere Herdla kommunes områder på den nordlige del af Holsnøy blev også overtaget. Områderne på Askøy blev overført til Askøy kommune.

## Kommunevåbnet
Melands Kommunevåben var med rød grund, en sølvfarvet naverbor-spids som vender nedad. En naver er et træbor. Smedning af naverbor har lange traditioner i Meland.